# Styphlolepis mellonidiella
Styphlolepis mellonidiella là một loài bướm đêm trong họ Crambidae.